# Codex Laud

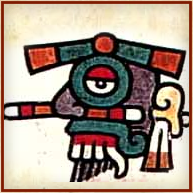

Le Codex Laud, ou codex Laudianus (coté MS. Laud Misc. 678, Bodleian Library à Oxford) est un manuscrit mazatèque (sud de Mexico) du XVIe siècle. Essentiellement pictographique, il comporte 24 feuillets (48 pages de dimensions : 15,7 x 16,5 cm, longueur: 3,98 m) en cuir animal plié en accordéon. Il est actuellement conservé à la Bodleian Library, d'Oxford.
Le codex se divise en 11 parties, dont un passage qui détaille les étapes de la vie humaine et deux autres qui évoquent l'initiation des prêtres. Ce codex qui fait partie du Groupe Borgia, a été peint à deux périodes différentes et des reliures en cuir ont été rajoutées par la suite aux extrémités. C'est le mieux conservé des manuscrits précolombiens, la plupart des peintures étant en parfait état. Son nom vient de William Laud (1573-1645), archevêque et recteur de l'université d'Oxford qui en fit don à la Bibliothèque de cette prestigieuse université.
Le recensement de Glass & Robertson (1975) mentionne une copie peinte à la main par A.G. Hunter, conservée à la bibliothèque du Peabody Museum (Harvard University).

## Contenu
Le Codex est un tonalpohualli, soit un calendrier rituel mexica. Une partie du contenu inclut les symboles des jours du mois mexica, comme Quiáhuitl (pluie) y Ácatl (canne à sucre).

## Anecdotes
« Liber Hieroglyphicorum Aegyptorum » est un des précédents noms du Codex Laud malgré l’absence de rapports avec les hiéroglyphes égyptiens.